# Gunther (wrestler)
Walter Hahn (n. 20 august 1987, Viena, Austria) este un wrestler profesionist austriac. În prezent, este semnat de WWE, unde evoluează în brandul Raw sub numele de ring Gunther. Este liderul facțiunii Imperium și este cel mai longeviv campion Intercontinental din WWE.
Hahn a apărut într-o serie de promoții independente din întreaga lume, predominant luptă mononim ca Walter, în special Westside Xtreme Wrestling (wXw), devenind de trei ori campion mondial la wXw Unified Wrestling; Pro Wrestling Guerrilla (PWG), unde a fost campion mondial PWG; și Progress Wrestling, unde este un fost campion mondial Progress Unified. În general, este de cinci ori campion mondial la lupte și primul austriac care a luptat în WWE.
După ce a semnat cu WWE la începutul lui 2019, a debutat în NXT UK și a devenit campionul NXT United Kingdom Championship; domnia sa de 870 de zile este cea mai longevivă a titlului acum desființat. A fost mutat în NXT în ianuarie 2022, unde numele său a fost schimbat în Gunther, înainte de a fi promovat în rosterul principal, fiind mutat în SmackDown în aprilie a aceluiași an, unde avea să câștige Centura Intercontinentală în iunie. Pe 8 septembrie 2023, Gunther avea să devină cel mai longeviv campion Intercontinental din istoria WWE, depășind domnia de 454 de zile a lui Honky Tonk Man. În anul următor, pe 20 februarie, a stabilit un alt record, de data aceasta pentru cele mai multe zile acumulate ca și Campion Intercontinental, depășindu-l pe Pedro Morales, care a deținut titlul pentru un total de 619 zile în două domnii.

## Cariera in wrestling

### WXW (2007–2020)
Walter și-a făcut debutul în Westside Xtreme Wrestling (wXw) pe 4 mai 2007, într-un meci din pre-show care i-a implicat și pe Atsushi Aoki, Adam Polak și Tengkwa la turneul 16 Carat Gold Tournament. L-a învins pe Zack Sabre Jr. pentru a câștiga WXw Unified World Wrestling Championship pe 2 octombrie 2010 la Oberhausen, Germania. A pierdut titlul în fața lui Daisuke Sekimoto pe 15 ianuarie 2011, dar l-a recâștigat înapoi mai târziu în acel an, pe 2 mai 2011, în timpul unui eveniment din Big Japan Pro Wrestling organizat în Tokyo, Japonia. Avea să dețină titlul timp de 383 de zile, înainte de a-l pierde în fața lui El Generico pe 19 mai 2012. La începutul lui mai 2012, Walter a fost învins de Yoshihito Sasaki într-un meci pentru a deveni campionul inaugural BJW World Strong Heavyweight la Yokohama, Japonia. A câștigat titlul pentru a treia oară pe 27 iulie 2014, învingându-l pe Tommy End la Fans Appreciation Night, apoi l-a pierdut în fața lui Karsten Beck pe 17 ianuarie 2015.
Walter și partenerul său Robert Dreissker i-au învins pe RockSkillet (Jay Skillet și Jonathan Gresham) pentru a câștiga centurile wXw World Tag Team Championship în ziua a treia a 16 Carat Gold, pe 3 martie 2013. Mai târziu aveau să piardă titlurile la Hamburg, Germania, în fața lui Hot and Spicy (Axel Dieter Jr. și Da Mack). A făcut o alianță cu Zack Sabre Jr. pentru a câștiga centurile wXw World Tag Team vacante pe 4 octombrie 2015 în finala Turneului Mondial pe echipe 2015, dar au pierdut centurile la wXw Fifteenth Anniversary Show în fața lui Cerebrus (Ilja Dragunov și Robert Dreissker). Walter și colegul său din Ringkampf, Timothy Thatcher, i-au învins pe Massive Product (David Starr și Jurn Simmons) pentru a câștiga centurile wXw World Tag Team Championship în finala Ligii mondiale pe echipe wXw 2017, pe 8 octombrie 2017. Pe 11 martie, WALTER și Thatcher au pierdut centurile wXw Tag Titles în fața lui Da Mack și John Klinger. A fost antrenor principal la wXw Wrestling Academy până la începutul anului 2020.

### Progress Wrestling (2015–2019)
Pe 24 mai 2015, Walter a debutat sub numele de Big Daddy Walter în Progress Wrestling la turneul Super Strong Style 16 din 2015 de la Electric Ballroom din Londra, pierzând în prima rundă în fața lui Rampage Brown. Cei doi s-au întâlnit din nou mai târziu, în 2015, la capitolul 23: What A Time To Be Alive! într-un meci notabil pentru ruperea ringului. A intrat din nou în Turneul Super Strong Style 16 în 2016, ajungând în sferturile de finală înainte de a fi eliminat de Chris Hero.
Walter a participat la turneul pentru a determina campionul inaugural Progress Atlas în 2016, dar a terminat turneul cu 2 puncte. La capitolul 47, Ringkampf (Walter, Axel Dieter Jr. și Timothy Thatcher) i-au provocat pe British Strong Style (Pete Dunne, Trent Seven și Tyler Bate) pentru toate titlurile lor, într-un meci de șase oameni pe echipe, dar nu au reușit să câștige atunci. L-a învins pe Matt Riddle pentru a câștiga centura Progress Atlas la capitolul 51: Screaming For Progress la O2 Academy Birmingham. A pierdut titlul în fața lui Riddle puțin peste o lună mai târziu, într-un eveniment care a avut loc în New York City, dar l-a recâștigat la capitolul 55: Chase The Sun din Alexandra Palace într-un meci în trei în care au mai fost implicați Matt Riddle și Timothy Thatcher. La Capitolul 68: Super Strong Style 16 Tournament Edition 2018, Walter a lăsat vacant titlul Atlas pentru a urmări titlul mondial Progress, deținut atunci de Travis Banks. La capitolul 74: Mid Week Matters, l-a învins pe Banks pentru a câștiga titlul.
În timpul ediției din 2019 a Super Strong Style 16, Walter l-a învins pe Trent Seven într-un meci între titlu vs titlu, câștigând centura Progress Atlas deținută de Seven. La capitolul 95: Still Chasing, Walter a pierdut centura Progress Unified World, atunci când Eddie Denis a profitat cu succes de oportunitatea de titlu câștigată prin înfrângerea lui Mark Andrews la capitolul 76. Acesta a fost un meci în trei care l-a implicat și pe David Starr.

### Evolve (2017–2019)
Walter a debutat în Evolve la Evolve 90 pe 11 august 2017 în Joppa, Maryland, apărând centura Progress Atlas împotriva lui Fred Yehi. Walter a luptat fără succes pentru centura WWN în noaptea următoare, la Evolve 91 din New York City, într-un meci în patru din care au făcut parte și Matt Riddle, Keith Lee și Tracy Williams. A făcut din nou o provocare fără succes pentru centura WWN pe 9 decembrie 2017, dar a fost învins de Lee la Evolve 96 din New York City.

### Pro Wrestling Guerrilla (2017–2018)
Walter și-a făcut debutul în Pro Wrestling Guerrilla (PWG) participând la turneul Battle of Los Angeles din 2017, unde a fost eliminat de eventualul finalist Keith Lee în runda de deschidere. Apoi a fost învins de Ricochet la All Star Weekend 13 – Night One. A doua zi, a obținut prima sa victorie în PWG învingându-l pe Zack Sabre Jr. într-un meci care a primit un rating de cinci stele de către jurnalistul Dave Meltzer în Wrestling Observer Newsletter.
În ianuarie 2018, Walter a contestat fără succes pentru centurile PWG World Tag Team alături de partenerul din Ringkampf, Timothy Thatcher, pierzând cu Chosen Bros (Jeff Cobb și Matt Riddle). Pe 21 aprilie 2018, Walter i-a învins pe campionul Keith Lee și pe Jonah Rock într-un meci în trei pentru a câștiga Centura Mondială din PWG. Walter a pierdut ulterior titlul în fața lui Jeff Cobb pe 19 octombrie.

### Defiant Wrestling (2018)
S-a anunțat că Walter va fi adăugat la meciul Defiant Internet Championship al lui David Starr împotriva lui Travis Banks la Lights Out. Cu toate acestea, Banks nu a luptat din cauza unei accidentări la picior. În schimb, Walter avea să-l învingă mai târziu pe Starr pentru a deveni Contenderul #1 pentru titlul lui Banks, care s-ar termina cu egalitate la No Regrets. Pe 2 iunie, Walter i-a învins pe Banks și Zack Sabre Jr. pentru a câștiga Defiant Internet Championship. Pe 30 decembrie 2018, Walter a pierdut titlul în fața lui Martin Kirby.

### WWE (2019–prezent)

#### Cel mai longeviv campion NXT UK(2019–2022)
Pe 12 ianuarie 2019, la NXT UK TakeOver: Blackpool, Walter și-a făcut debutul în WWE pentru brandul NXT UK confruntându-l pe Campionul NXT UK, Pete Dunne, după ce Dunne își apărase centura. Săptămâna următoare, Walter i-a confruntat pe Dunne și Joe Coffey, făcându-și clare intențiile pentru centura lui Dunne. În episodul din 30 ianuarie 2019 din NXT UK, Walter și-a făcut debutul în WWE împotriva lui Jack Starz. L-a învins pe Starz în mai puțin de patru minute. La NXT TakeOver: New York, Walter l-a învins pe Dunne pentru a câștiga centura WWE United Kingdom, punând capăt domniei lui Dunne, care a stabilit un record de 685 de zile.
În episodul din 22 mai din NXT UK, Walter și-a păstrat centura Regatului Unit împotriva lui Dunne într-o revanșă, după intervenția Uniunii Europene (Fabian Aichner și Marcel Barthel), stabilindu-se astfel ca heel și reunind Ringkampf sub noul nume de Imperium. Facțiunii s-a alăturat mai târziu Alexander Wolfe, după ce a intervenit într-un meci dintre Imperium cu British Strong Style (echipa formată din Dunne, Tyler Bate și Trent Seven). În episodul din 26 iunie din NXT UK, Walter și-a păstrat titlul împotriva lui Travis Banks. În episodul din 3 iulie, Imperium a intervenit în meciul pentru titlul lui Moustache Mountain împotriva lui Grizzled Young Veterans, făcându-i astfel pe Grizzled Young Veterans să-și păstreze titlurile. După meci, l-au accidentat pe Tyler Bate. Pe 31 august, la NXT UK TakeOver: Cardiff, Walter și-a păstrat titlul împotriva lui Tyler Bate.
În pregătirea evenimentului NXT UK și NXT, Worlds Collide, Imperium a început o rivalitate cu The Undisputed Era (campionul NXT Adam Cole, Roderick Strong și campionii NXT Tag Team Bobby Fish și Kyle O'Reilly), care a fost intensificată și mai mult în ultimele momente ale NXT UK TakeOver: Blackpool II pe 12 ianuarie 2020, atunci când grupul i-au atacat pe Imperium în urma apărării cu succes a titlului lui Walter împotriva lui Joe Coffey. În timpul domniei sale, săptămâna următoare, centura WWE United Kingdom Championship a fost redenumită în NXT United Kingdom Championship și i s-a prezentat un design ușor actualizat, care a înlocuit logo-ul lui WWE din centru cu cel din NXT UK. În episodul din 29 octombrie din NXT UK, Walter și-a păstrat centura într-un meci împotriva lui Ilja Dragunov într-un alt meci foarte apreciat. La 19 februarie 2021, Walter a devenit cel mai longeviv campion NXT UK, doborând recordul lui Pete Dunne de 685 de zile. În episodul din 17 martie din NXT, Walter s-a întors în NXT și l-a provocat pe Tommaso Ciampa. Pe 5 aprilie, domnia sa de campion a depășit marca de doi ani. Două zile mai târziu la Stand & Deliver, Walter și-a păstrat titlul împotriva lui Ciampa. A doua zi, la NXT UK Prelude, Walter și-a apărat cu succes titlul împotriva lui Rampage Brown. La NXT TakeOver 36, Walter a pierdut centura în fața lui Dragunov într-o revanșă, punând capăt domniei sale istorice la 870 de zile (aceasta ar fi cea mai lungă domnie din istoria WWE din 1988 până când Roman Reigns a depășit acest număr cu centura WWE Universal Championship în ianuarie 2023). 
La episodul special de Anul Nou al NXT din 4 ianuarie 2022, Walter a făcut echipă cu colegii de factiune din Imperium, Fabian Aichner și Marcel Barthel, pentru a se confrunta cu Riddle și MSK (Nash Carter și Wes Lee) într-un meci de șase oameni pe echipe, pe care l-au pierdut.  După ce a avut ultimul său meci în NXT UK pe 13 ianuarie, unde l-a învins pe Nathan Frazer, Walter a fost transferat în NXT. Pe 18 ianuarie în episodul de NXT, Walter l-a învins pe Roderick Strong în evenimentul principal, după care și-a anunțat noul nume de ring ca Gunther. La mijlocul lunii martie, Gunther a început o scurtă rivalitate cu LA Knight, când s-a simțit jignit că Knight obținut un meci pentru centura NXT, deținută atunci de Dolph Ziggler. Săptămâna următoare, după ce Gunther l-a învins pe Duke Hudson, Knight l-a provocat la un meci la NXT Stand & Deliver, pe care Gunther l-a câștigat. În episodul din 5 aprilie din NXT, s-a confruntat cu campionul NXT Bron Breakker dar fără succes, în care s-a dovedit a fi ultima sa apariție în NXT.

#### Campion Intercontinental(2022–2024)
În episodul din 8 aprilie din SmackDown, Gunther și Marcel Barthel (acum cunoscut ca Ludwig Kaiser) și-au făcut debutul în rosterul principal, unde Gunther l-a învins pe Joe Alonzo. În episodul de SmackDown din 27 mai, Gunther și Kaiser și-au făcut debutul ca echipă, învingându-i pe Drew Gulak și pe campionul Intercontinental Ricochet. În episodul de SmackDown din 10 iunie, Gunther l-a învins pe Ricochet pentru a câștiga centura Intercontinentală, devenind primul austriac care câștigă o centură în main roster-ul WWE. Și-a apărat cu succes titlul împotriva lui Ricochet într-o revanșă și lui Shinsuke Nakamura. Înainte de apărarea titlului lui Gunther la Clash at the Castle pe 3 septembrie, Ludwig Kaiser a anunțat o schimbare în Imperium prin reintroducerea lui Fabian Aichner, cunoscut acum sub numele de Giovanni Vinci. Ulterior, Gunther l-a învins pe Sheamus pentru a-și păstra titlul într-un meci apreciat de critici, mulți considerându-l cel mai bun meci al evenimentului. Dave Meltzer de la Wrestling Observer Newsletter a evaluat meciul cu cinci stele, fiind acesta al cincilea meci al lui Gunther care a primit cinci stele și primul în rosterul principal. L-a învins pe Sheamus într-o revanșă în episodul din 7 octombrie din SmackDown. Gunther și-a petrecut restul anului 2022 și primele luni ale lui 2023 apărând centura Intercontinentală împotriva lui Rey Mysterio, Ricochet, Braun Strowman și Madcap Moss în diferite episoade din Smackdown.
La Royal Rumble din 28 ianuarie, Gunther a fost primul participant și ultima persoană eliminată din meci; a fost eliminat de câștigătorul meciului Cody Rhodes, care a intrat ca participantul cu numărul treizeci. Performanța sa de 71 de minute și 25 de secunde a fost cea mai lungă din istoria evenimentului. La 9 februarie, Gunther a atins 245 de zile ca și campion, depășind domnia lui Shelton Benjamin de 244 de zile, devenind cel mai longeviv campion intercontinental din secolul 21. Pe 17 februarie, Gunther a atins cifra de 281 de zile ca și campion intercontinental, depășind domnia de 280 de zile a membrului WWE Hall of Fame, Mr. Perfect, oferindu-i cea mai lungă domnie ca și campion intercontinental din ultimii 34 de ani. În noaptea 2 din WrestleMania 39 din 2 aprilie, Gunther și-a păstrat titlul împotriva lui Sheamus și Drew McIntyre într-un meci în trei aclamat de critici. Înainte ca Gunther și Imperium să fie mutați la Raw, a apărat cu succes centura Intercontinentală împotriva lui Xavier Woods la ediția de Smackdown din 21 aprilie.
Ca parte a Draft-ului din 2023, Gunther, împreună cu colegii săi din Imperium, Ludwig Kaiser și Giovanni Vinci, au fost transferați la Raw. În lunile următoare, Gunther a apărat cu succes centura Intercontinentală împotriva lui Mustafa Ali la Night of Champions pe 27 mai, Matt Riddle la Money In The Bank pe 1 iulie și Drew McIntyre la SummerSlam pe 5 august. În episodul de Raw din 21 august, Gunther și-a apărat titlul împotriva lui Chad Gable, dar a pierdut meciul prin numărătoare înafara ringului, punând capăt seriei sale neînvinse de când a sosit în rosterul principal; cu toate acestea, deoarece titlurile nu își schimbă stăpânul când meciul termină prin numărare sau descalificare, Gunther a rămas campion. După ce l-a învins pe Gable într-o revanșă în episodul din 4 septembrie din Raw, Gunther a garantat că va deveni cel mai longeviv campion Intercontinental mai târziu în acea săptămână, ceea ce a și reușit, doborând recordul de 454 de zile al lui Honky Tonk Man. Gunther și-a păstrat titlul împotriva lui Tommaso Ciampa în episodul de Raw din 2 octombrie și Bronson Reed în episodul de Raw din 16 octombrie. Pe 25 noiembrie la Survivor Series: WarGames, Gunther și-a apărat cu succes centura Intercontinentală împotriva lui The Miz.  În noaptea următoare, în episodul de Raw din 27 noiembrie, după ce și-a câștigat respectul lui Gunther, Miz a cerut o revanșă pentru titlu. Gunther a acceptat și l-a învins din nou pe The Miz în revanșa din 18 decembrie.

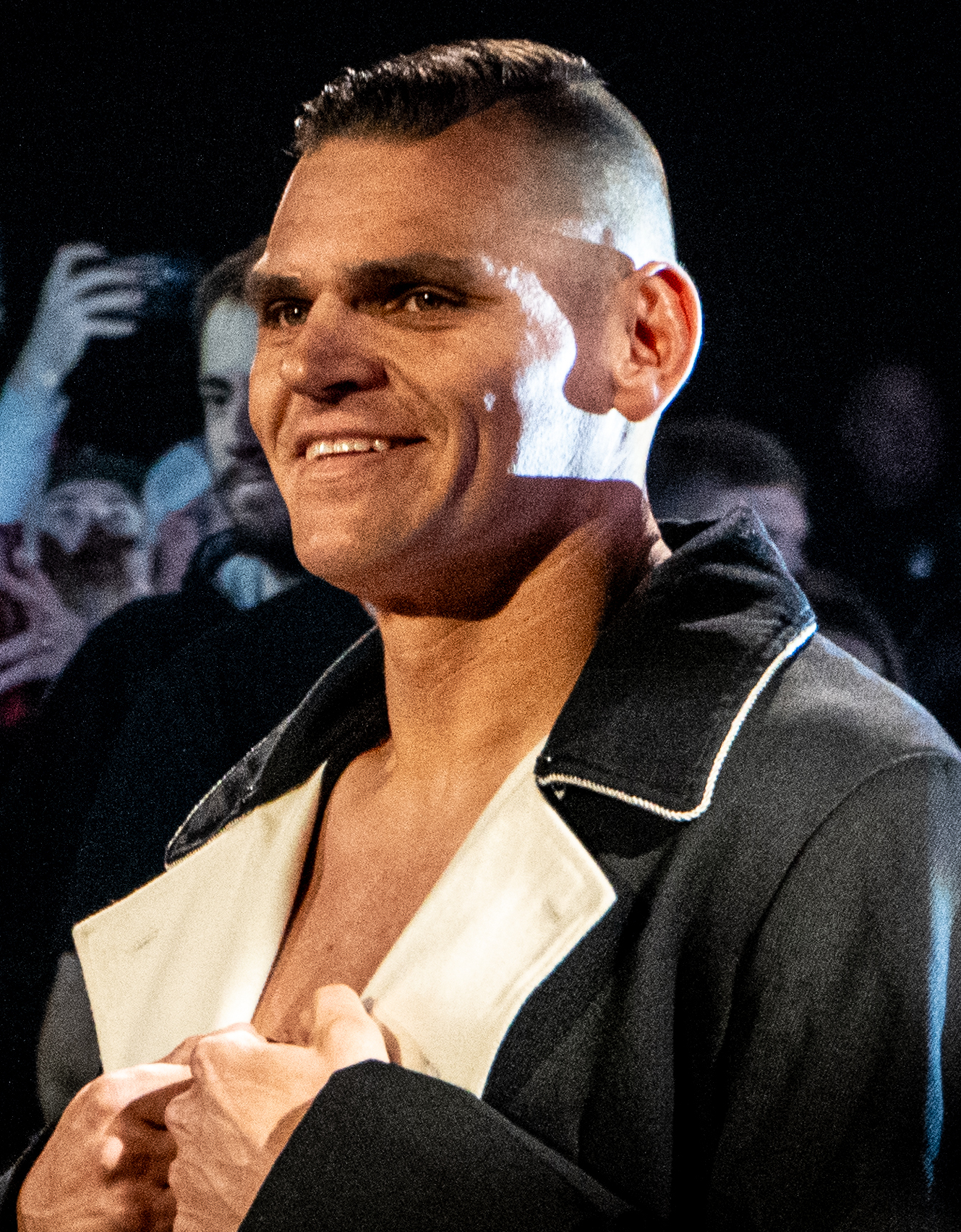
Gunther 2024

Pe 27 ianuarie la Royal Rumble, Gunther a intrat în meciul Royal Rumble pe numărul 18, eliminându-i pe Jey Uso, Kofi Kingston și The Miz înainte de a fi eliminat de câștigător, Cody Rhodes. Noaptea următoare la Raw, Gunther a apărat cu succes titlul Intercontinental împotriva lui Kofi Kingston. Gunther l-a învins pe Jey Uso în episodul de Raw din 19 februarie pentru a-și păstra titlul după intervenția lui Jimmy Uso. Pe 20 februarie, domnia Campionului Intercontinental Gunther a stabilit un alt record, de data aceasta pentru cele mai multe zile acumulate ca și campion, depășindu-l pe Pedro Morales, care a deținut titlul timp de 619 zile în două domnii. Morales a deținut acest record timp de 41 de ani. În noaptea 1 din WrestleMania XL, Gunther a fost învins de Sami Zayn pentru Centura Intercontinental, punând capăt domniei sale record la 666 de zile și dându-i prima sa înfrângere din main roster-ul WWE.

### King of The Ring și campionWorld Heavyweight(2024-prezent)
După WrestleMania XL, Gunther a participat în turneul King of the Ring, el a câștigat turneul după ce l-a învins pe Randy Orton la evenimentul King and Queen of the Ring, câștigând meciul pentru centura WWE World Heavyweight la evenimentul SummerSlam din acel an. La evenimentul de pe 3 august, Gunther l-a învins pe Damian Priest, devenind astfel campion mondial în WWE pentru prima dată. Într-o revanșă pentru meciul de la King and Queen of the Ring, Gunther l-a învins pe Randy Orton la Bash in Berlin pe 31 august, în prima sa apărare a titlului. În episodul de pe 7 octombrie de la Raw, el l-a învins pe Sami Zayn luând-și revanșa de la WrestleMania pentru a-și păstra titlul. La Crown Jewel pe 2 noiembrie, Gunther a pierdut în fața campionului WWE Cody Rhodes într-un meci pentru a determina primul campion WWE Crown Jewel. La Survivor Series: WarGames pe 30 noiembrie, Gunther l-a învins pe Priest într-o revanșă de la SummerSlam pentru a-și păstra titlul după intervenția lui Finn Bálor. Pe 14 decembrie, la evenimentul Saturday Night Main Event, el și-a apărat cu succes titlul atât împotriva lui Priest, cât și a lui Bálor într-un meci triple threat. La Saturday Night Main Event din 25 ianuarie 2025, Gunther l-a învins pe Jey Uso pentru a-și păstra titlul. La Wrestlemania 41, Gunther a pierdut World Heavyweight Championship, domnia sa având 259 de zile, în fața lui Jey Uso, câștigătorul Royal Rumble din 2025.

## Jocuri video
Gunther este un wrestler jucabil în jocurile video WWE 2K22, WWE 2K23, WWE 2k24 și WWE 2k25.

## Viata personala
Hahn a întâlnit-o pe luptătorea profesionista engleza Jinny Sandhu în timpul petrecut pe circuitul independent. S-au căsătorit în 2023., pe 27 decembrie 2023, s-a născut primul lor copil, un băiat.
Născut și crescut la Viena, Hahn a crescut susținând clubul său de fotbal local, SK Rapid Wien. Urmărește și Bundesliga și este fan al lui FC Schalke 04.

## Titluri si premii
- CBS Sports
  - Match of the Year (2020) vs. Ilja Dragunov
- Defiant Wrestling
  - Defiant Internet Championship (1 data)
- ESPN
  - Match of the year (2022) vs. Sheamus at Clash at the Castle
- European Wrestling Promotion
  - EWP Tag Team Championship (1 data) – cu Michael Kovac
- Fight Club: PRO
  - Infinity Trophy (2018)
- German Stampede Wrestling
  - GSW Tag Team Championship (1 data) – cu Robert Dreissker
- Over the Top Wrestling
  - OTT Championship (1 data)
- Progress Wrestling
  - Progress Wrestling Atlas Championship (3 ori)
  - Progress Unified World Championship (1 data)
- Pro Wrestling Fighters
  - PWF Nordeuropäische Wrestling Meisterschaft Championship (1 data)
- Pro Wrestling Guerrilla
  - PWG World Championship (1 data)
- Pro Wrestling Illustrated
  - Ranked No. 4 of the top 500 singles wrestlers in the PWI 500 in 2023
- Rings of Europe
  - 20 man Halloween Rumble (2006)
  - RoE King of Europe No. 1 Contenders Championship Tournament (2007)
- Sports Illustrated
  - Ranked No. 9 of the top 10 wrestlers of 2023
- TNT Extreme Wrestling
  - TNT World Championship (1 data)
- Westside Xtreme Wrestling
  - wXw Unified World Wrestling Championship (3 ori)
  - wXw World Tag Team Championship (4 ori) – cu Robert Dreissker (1), Zack Sabre Jr (1), Timothy Thatcher (1) and Ilja Dragunov (1)
  - 16 Carat Gold Tournament (2010)
  - wXw World Tag Team Tournament (2015) – cu Zack Sabre Jr.
  - World Tag Team League (2017) – cu Timothy Thatcher
  - Ambition 11 Tournament (2019)
- Wrestling Observer Newsletter
  - Europe MVP (2018–2020)
- WWE
  - World Heavyweight Championship (1 dată)
  - WWE Intercontinental Championship (1 dată)
  - NXT United Kingdom Championship (1 dată)
  - King of the Ring (2024)